# Университет Бригама Янга
Университет Бригама Янга (англ. Brigham Young University или BYU, произносится Би-Уай-Ю) — частный университет в Прово, штат Юта, США, основанный Церковью Иисуса Христа святых последних дней (мормоны) в 1875 году и называвшийся поначалу Академия Бригама Янга в честь второго мормонского президента.
Университет является одним из крупнейших по величине частным религиозным университетом в Соединённых Штатах Америки. В 2019 году в университете обучались более 33 000 студентов. 98 % студентов Университета Бригама Янга являются членами Церкви Иисуса Христа Святых последних дней. В основном в университете учатся студенты из США (в частности, в университете учатся студенты из всех 50 штатов), но в то же время есть и довольно много студентов из других стран.
Основная территория университета занимает 2,43 км² у подножия гор Уосач. На этой территории располагаются 333 здания. На территории университета множество ухоженных клумб, газонов и деревьев.
Университет также владеет Мемориалом Орсона Хайда в Иерусалиме, филиалами в Рексбурге (Университет Бригама Янга — Айдахо) и Лайе (Университет Бригама Янга — Гавайи), а также более чем 200 дистанционными центрами обучения по всему миру.
В 1982—1985 годах в университете преподавал известный писатель и поэт Ричард-Мерлин Этвотер. Многие годы в университете также преподавал Джеймс Кристенсен, прославленный американский иллюстратор (умер в январе 2017 года).
В 2025 году Генеральная прокуратура РФ объявила Университет Бригама Янга нежелательной организацией.